# Jon Weeks
Jonathan Donald Weeks, detto Jon (Bethpage, 17 febbraio 1986), è un giocatore di football americano statunitense che milita nel ruolo di long snapper per i San Francisco 49ers della National Football League (NFL). Fu ingaggiato dagli Houston Texans nel 2010, dopo non essere stato scelto da nessuna squadra nel corso del draft del 2008. Al college giocò a football con i Baylor Bear.

## Carriera professionistica
Weeks non venne scelto da nessuna squadra nel corso del draft del 2008; partecipò al minicampo di prova pre-stagionale dei Detroit Lions ma non firmò nessun contratto con loro. In conseguenza di ciò Weeks rimase lontano dal football durante le stagioni 2009 e 2010. Il 28 aprile 2010 firmò un contratto con gli Houston Texans e prese parte al ritiro pre-campionato.
Il 5 marzo 2012 Weeks rinnovò il contratto con i Texans ed il 7 settembre 2015 firmò un nuovo contratto quadriennale da 3,9 milioni di dollari, sempre con i Texans.
Il 19 gennaio 2016 venne reso noto che Weeks era stato selezionato per il Pro Bowl.

### San Francisco 49ers
Il 13 marzo 2025, Weeks firmò con i San Francisco 49ers un contratto annuale del valore di 1,422 milioni di dollari.

## Palmarès
- Convocazioni al Pro Bowl: 1

2015